# Xiang (Xia-König)
Xiang (chinesisch: 相), auch bekannt als Xiang An, ist der Name eines Königs der halblegendären Xia-Dynastie, der im 3. Jahrtausend v. Chr. von 2075 bis 2047 v. Chr. regiert haben soll. Er war der fünfte König der Xia-Dynastie.

## Biographie

### Familiärer Hintergrund
Er war der Sohn von Zhong Kang und der Vater von Shao Kang. Sein Onkel war Tai Kang.

### Herrschaft nach den Bambus-Annalen

#### Flucht nach Diqui
Seit der Herrschaft von Tai Kang durchlief das Reich der Xia-Dynastie eine Phase politischer Unruhen und Instabilität. In dieser Zeit der Verwirrung ergriff Hou Yi, ein Anführer des Youqiong-Stammes, die Kontrolle über das Reich und machte Zhong Kang zu seiner Marionette. Nach dem Sturz von Hou Yi bestieg Xiang im Jahr Wuxu den Thron. Hou Yi hatte sich indes selbst als König erklärt, was Xiang dazu veranlasste, Zuflucht in Diqiu (auch bekannt als Shangdiqiu, heute im Südwesten von Puyang, Henan) zu suchen. In Diqiu führte Xiang eine beschränkte Herrschaft aus, die hauptsächlich auf der Unterstützung der regionalen Stammesführer Zhunxin und des Zhenguang-Stammes (heute in der Nähe von Qingfeng, Henan) basierte.

#### Kämpfe gegen die Barbaren
Die Dongyi, eine Ansammlung verschiedener Stämme, die entlang des Unterlaufs des Huai-Flusses sowie in den heutigen Provinzen Shandong, Jiangsu und Anhui ansässig waren, bildeten eine bedeutende ethnische Gruppe im Osten Chinas. Im Laufe der Zeit entwickelten sich diese Stämme zu einer einflussreichen Macht und begannen, in die zentralen Gebiete Chinas vorzudringen, was zu Spannungen und Konflikten mit der herrschenden Xia-Dynastie führte.
Laut den „Bambusannalen“ unternahm Xiang, der Herrscher der Xia-Dynastie, im ersten Jahr seiner Regentschaft militärische Aktionen gegen die Huaiyi und die Feiyi (畎夷, auch als Quanyi bekannt, eine Untergruppe der Dongyi).
Im darauf folgenden Jahr organisierte Xiang weitere Feldzüge gegen die Fengyi und die Huangyi, zwei weitere Gruppen der Dongyi. Die Xia-Truppen kämpften über zwei Jahre hinweg und konnten in allen Auseinandersetzungen Siege erringen.
Im siebten Jahr von Xiangs Herrschaft erschienen die „Yuhorden“ (auch bekannt als Yufang, heute in der Region um Suixian in der Provinz Henan). Beeindruckt und eingeschüchtert von der militärischen Stärke der Xia-Armee, entschieden sie sich für eine Unterwerfung unter die Xia-Herrschaft.

#### Hou Yis Ermordung und Han Zhous Aufstieg
Im achten Jahr seiner Herrschaft wurde Hou Yi von seinem Minister und mächtigen Kriegsherren Han Zhuo ermordet. Han Zhuos ältester Sohn, Jiao, wurde als Herrscher in Guo eingesetzt, was sich heute nordwestlich von Laizhou, Shandong, befindet.

#### Weitere Wichtige Ereignisse
Im neunten Jahr seiner Herrschaft verlegte Xiang seinen Hof nach Zhenguan, um seine Position zu stärken.
Im fünfzehnten Regierungsjahr bereitete Xiangs Vasall Xiangshi, der Herzog von Shang, eine Streitmacht vor, bestehend aus Kutschen und Pferden, und zog nach Shangqiu, um seine Macht zu demonstrieren.

#### Han Zhous Kampf gegen die Xia-Dynastie
Im zwanzigsten Jahr seiner Herrschaft eroberte Han Zhuo mit Hilfe seinen Sohnes Jiao die Region Ge, was die politische Landschaft weiter veränderte.
Im sechsundzwanzigsten Jahr gab Han Zhuo seinem Sohn Jiao den Befehl, in Zhenguan in den Kampf zu ziehen.
Im siebenundzwanzigsten Regierungsjahr von Xiang griff Jiao die Xia in Wei in Zhenxun an.
Im achtundzwanzigsten Jahr der Herrschaft von Xiang gab Han Zhuo seinem Sohn Jiao den Befehl, König Xiang zu ermorden. Während dieser turbulenten Zeit war Xiangs Gemahlin, Königin Ji, mit ihrem Kind schwanger. Sie entkam den Unruhen und suchte Zuflucht im Stamm der Youren. Der Premierminister der Xia, Mi, floh in das Gebiet von Youge. In dieser Zuflucht brachte Königin Ji ihren Sohn Shao Kang zur Welt, den rechtmäßigen Erben des Xia-Thrones.

### Ausblick
19 Jahre später verließ Shao Kang, nun bereit, sein Erbe anzutreten, Youren und begab sich nach Yu. In den folgenden Jahren leitete er gemeinsam mit Mi eine Kampagne gegen den verräterischen Han Zhuo, wobei sie die Truppen von Zhenxun und Zhenguan mobilisierten. Shao Kang beauftragte Ru Ai, gegen Jiao in Guo zu kämpfen, was zu Jiaos Tod führte. Er schickte auch seinen Sohn Zishu aus, um die Region Ge zurückzuerobern. Vierzig Jahre nach Xiangs Tod gelang es Mi, Han Zhuo zur Strecke zu bringen und hinzurichten.
Mit dem Fall von Han Zhuo kehrte Shao Kang triumphierend in die Hauptstadt der Xia zurück, bestieg den Thron und wurde von allen früheren Vasallen der Xia-Dynastie gefeiert und anerkannt.